# 国家堡垒 (圣马洛)

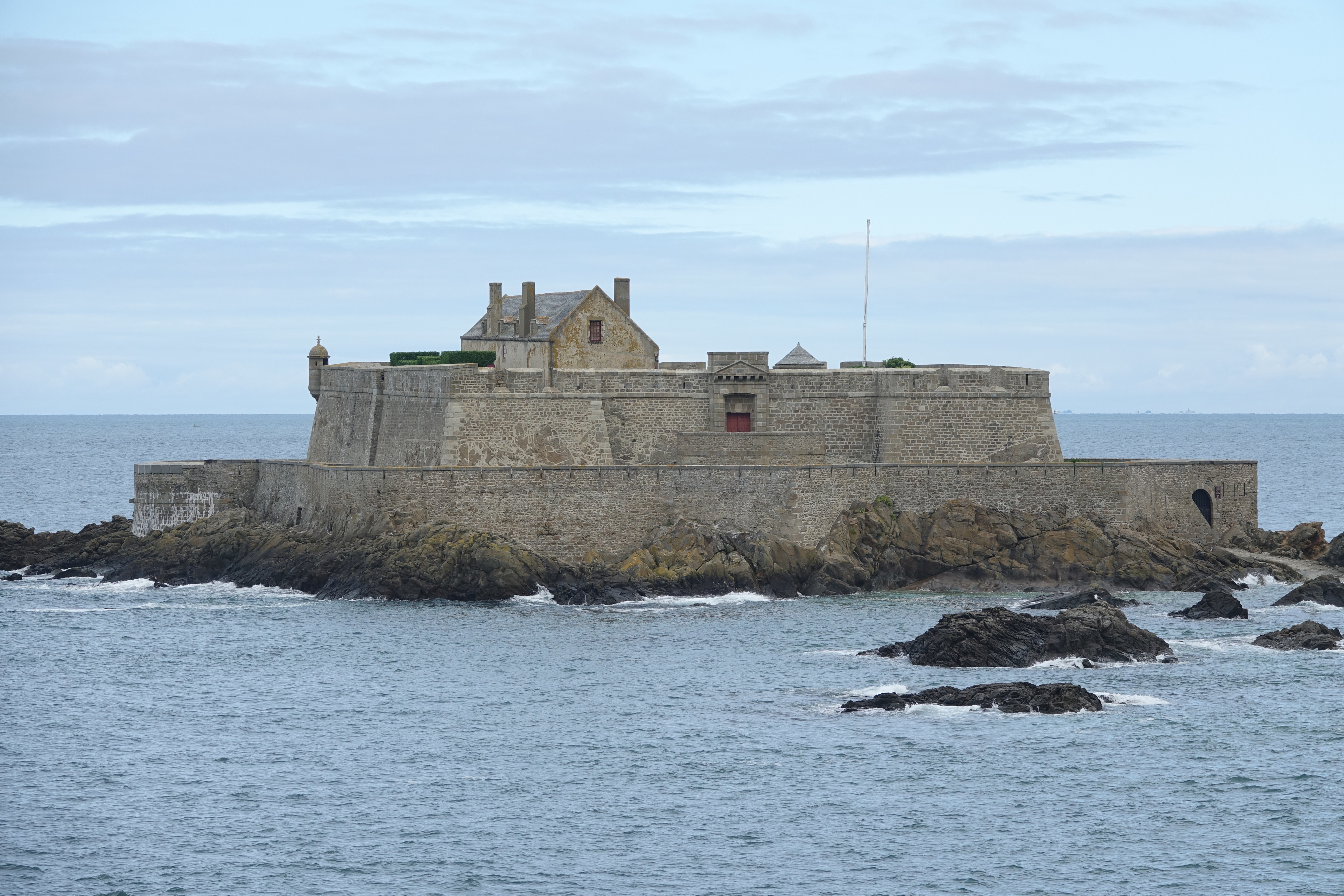

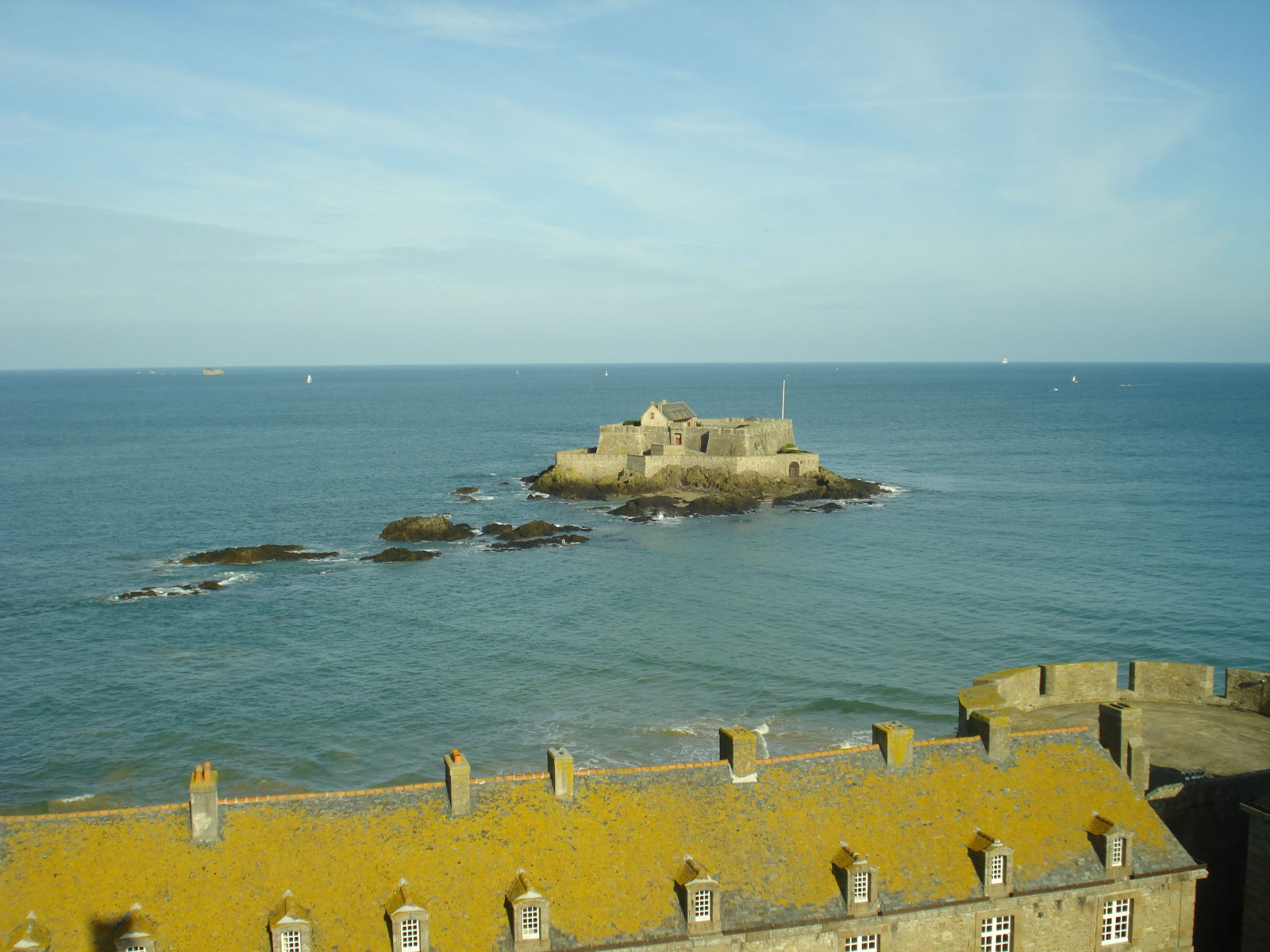

国家堡垒（Fort National）是一座位于潮汐岛上的堡垒，距离圣马洛城墙仅几百米，由伟大的军事建筑师塞巴斯蒂安·勒普雷斯特·德·沃邦建于1689年，以保护圣马洛的港口。
它最初称为皇家堡垒。1789年改名为共和堡垒，然后是帝国堡垒，1870年后改为现名。

## 历史
这里最初是一座灯塔的所在地，在夜晚照明。圣马洛的领主也曾在岛上公开处决，在那里烧死罪犯。后来，这里竖起了绞刑架。圣马洛历史博物馆的一个模型表明，在沃班建立堡垒之前，这里可能有一个炮台。

### 沃邦
工程师西梅翁·加朗若（Siméon Garangeau）遵照国王路易十四的命令，按照沃班的设计，建造了这座堡垒。建造工期似乎从1689年到1693年。这座堡垒加强了城市的防御，是从拉铁堡（Fort-la-Latte）延伸至瓦尔德角（Pointe de la Varde）的防御工事链条的一部分。最初的堡垒是一个长方形，由花岗岩建造，南面有两个半堡，保护着大门。一座吊桥通向一条干涸的护城河。堡垒内有一座长长的建筑，里面有军官和军队的宿舍，以及装备室。

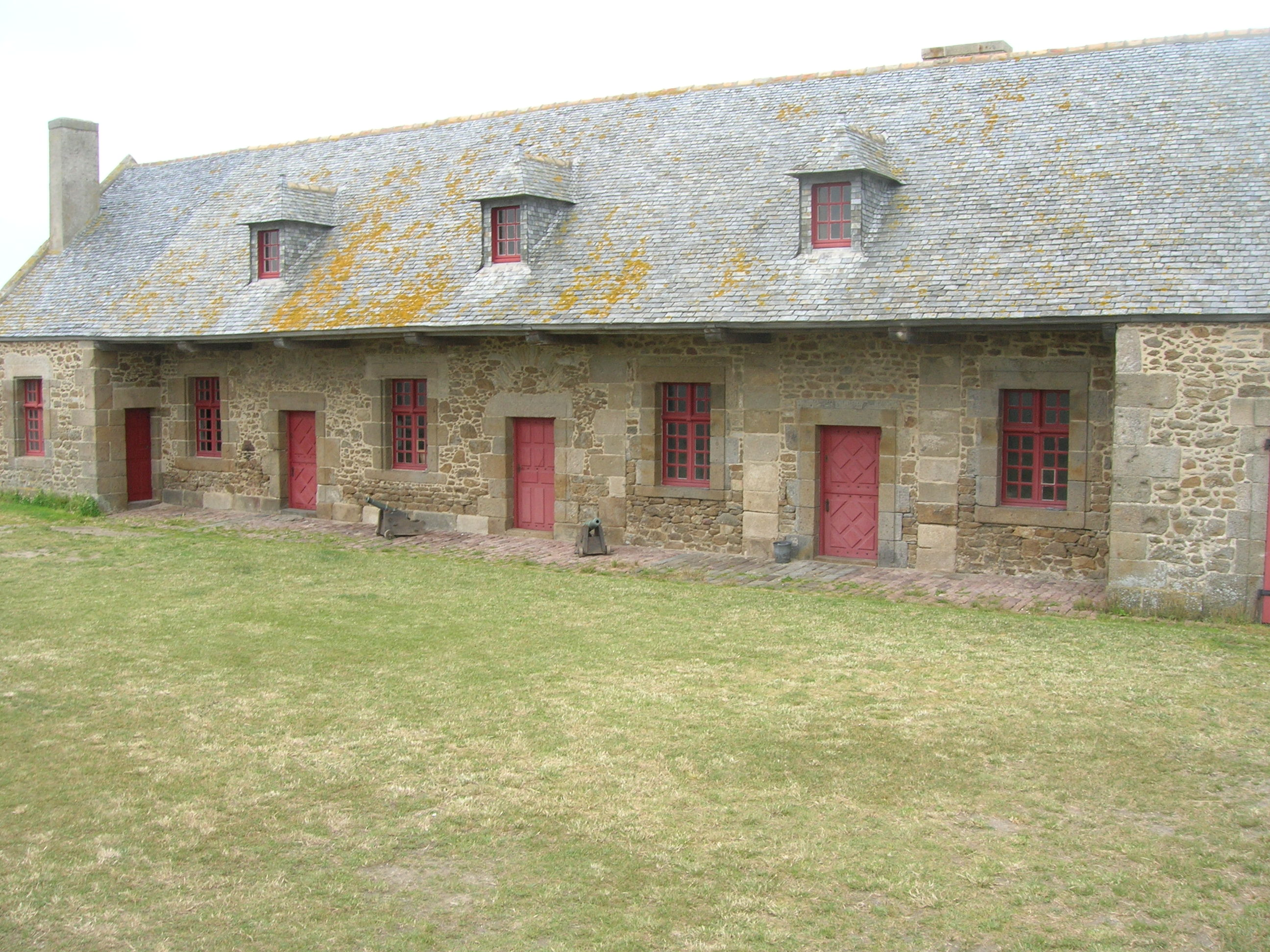
军营建筑

### 英荷攻击
1693年11月26日，一支由30艘英国和荷兰船只组成的舰队出现在弗雷埃勒角（Cap Fréhel）附近。他们炮轰了拉铁堡（Fort-la-Latte）和埃比昂岛（Ébihens），然后驶向圣马洛。三天后，英荷联军攻占了孔谢城堡（Fort de la Conchée）和塞泽姆布雷岛（Cézembre）。为了袭击圣马洛，英国人带来了一艘装满火药的船只，用作对付该市防御工事的漂浮水雷，但它在目标附近搁浅。船上的船员能够引爆炸弹，但距离目标太远，不会造成任何伤害。当时，这座堡垒配备了14门火炮和3门迫击炮。（其他说法表明，该堡垒最初有23门火炮，1704年增加了迫击炮。）堡垒内有一个容量为50,000升的地下蓄水池，由排水沟供水，可通过活板门和井进入。驻军将弹药存放在地下，开孔透进光和空气。
1848年，政府增加了一堵墙，包围了大约四分之三的堡垒。这堵墙的目的是保护堡垒免受军队从陆地或是登陆的攻击。工程师们还在大门前加了一个小堡垒。这使得堡垒的总面积约为4000平方米。
1906年，该城堡被认定为历史建筑。然而，1927年，政府将这座堡垒卖给了私人买家。

### 第二次世界大战
1940年6月底，德军控制了从弗雷埃勒角到圣马洛的海岸。1942年，随着希特勒的大西洋壁垒计划的形成，加强了圣马洛的防御工作。1944年8月6日，盟军轰炸了仍在德国占领下的圣马洛。第二天，德国指挥官将380名圣马洛的男子作为人质囚禁在堡垒中。这些囚犯在里面呆了六天，在8月9日至10日夜间，盟军炮火炸死了其中18人。8月11日，食物耗尽，8月13日，150名老人和妇女加入了囚犯的行列。然而，当天晚上，德国人允许所有囚犯在一小时的休战期内离开。美国第83步兵师负责解放圣马洛。8月16日，国家堡垒本身被盟军炮火摧毁。堡垒后来按照沃邦最初的计划被修复。

## 旅游信息
当城堡悬挂法国国旗时，人们可以参观城堡。只有在6月1日至9月30日的低潮期以及其他某些日子才能进入。每日开放时间见城堡网站。